# Ležák
Der Ležák, am Oberlauf Holetínka, ist ein linker Zufluss der Novohradka in Tschechien.

## Verlauf
Der Ležák entspringt am Übergang zwischen den Saarer Bergen und dem Eisengebirge (Železné hory) am westlichen Fuße der Medkovy kopce (638 m n.m.) im Oberdorf von Horní Holetín. Entlang seines nach Norden führenden Oberlaufes, auf dem der Bach Holetínka genannt wird, liegen die Dörfer Horní Holetín, Dolní Holetín, Střítež, Příkrakov und Tisovec; in Horní Holetín wird er von der Bahnstrecke Havlíčkův Brod–Pardubice überbrückt.
Der Mittellauf führt vorbei an Ležáky, Dachov, Dubová, Miřetice und Havlovice nach Nordwesten. Bei Smrček-Na sádkách erstreckt sich rechtsseitig des Baches ein Teichgebiet mit den Teichen Petráň, Hořička und Žďár. Weitere Orte am Ležák sind Na Perku, Podbošovký Mlýn, Žumberk und Vížky. Zwischen den Burgruinen Žumberk und Kočičí hrádek bildet der Ležák bis Bítovany ein tiefes Tal durch die Schumberger Granitberge, in dem in mehreren Steinbrüchen roter Granit abgebaut wurde.
Auf seinem Unterlauf fließt der Ležák zunächst mit nordöstlicher Richtung durch die Hrochotýnecká tabule (Hrochowteinitzer Tafel). Entlang des Baches liegen Zaječice – wo der Ležák erneut von der Bahnstrecke Havlíčkův Brod–Pardubice überquert wird – Řestoky, Trojovice, Zájezdec und Přestavlky. Der letzte Abschnitt des Baches führt mit nördlicher Richtung durch Hrochův Týnec. Nach 31 km mündet der Ležák nördlich von Hrochův Týnec in die Novohradka. Sein Einzugsgebiet umfasst 110,1 km², die mittlere Durchflussmenge an der Mündung liegt bei 0,59 m³/s.

## Wassersport
Der Ležák ist – je nach Wasserstand – auf max. 23 km ab Ležáky befahrbar. Der Bachlauf wird in zwei Wildwasserabschnitte gegliedert.

## Zuflüsse
- Babákovský potok (l), in Příkrakov
- Dřevešský potok (r), bei Ležáky
- Bystřička (l), in Ležáky
- Havlovický potok (r), bei Dubová aus dem Teich Petráň
- Oběšinka (l), bei Podbošovký Mlýn
- Bratroňovský potok (l), bei Žumberk
- Kvítecký potok (l), bei Žumberk
- Bítovanka (r), bei Zaječice